# Calogramma
Spodoptera là một chi bướm đêm thuộc họ Noctuidae.